# Gene Sperling
Eugene "Gene" B. Sperling (nascido em 24 de dezembro de 1958) é um economista americano, que foi Diretor do Conselho Econômico Nacional e Assistente do Presidente da Política Econômica dos presidentes Bill Clinton e Barack Obama.

## Vida e carreira
Sperling nasceu em Ann Arbor, Michigan, onde freqüentou a Pioneer High School e Community High School, de onde recebeu seu diploma. Ele recebeu um B.A. em Ciências Políticas da Universidade de Minnesota em 1982, onde era capitão da equipe masculina do time de futebol do Varsity, e um J.D. da Yale Law School em 1985, onde se serviu como um editor sênior do jornal da Yale Law. Depois de se formar na Yale Law School, frequentou a escola de negócios da Wharton School da Universidade da Pensilvânia.
Antes de ingressar no Conselho Econômico Nacional, Sperling atuou como Diretor Adjunto de Política Econômica para a Transição Presidencial e Diretor de Política Econômica da campanha presidencial Clinton-Gore. De 1990 a 1992, foi assessor econômico do governador Mario Cuomo de Nova York.